# Буравцовское сельское поселение
Буравцовское сельское поселение — муниципальное образование в Эртильском районе Воронежской области.
Административный центр — деревня Буравцовка.

## Административное деление
В состав поселения входят:
- деревня Буравцовка,
- деревня Бегичево,
- посёлок Малореченский 1-й,
- посёлок Малореченский 2-й,
- посёлок Садовский,
- посёлок Семёновский.

## Население
| 2000 | 2010 | 2012 | 2013 | 2014 | 2015 | 2016 |
| ---- | ---- | ---- | ---- | ---- | ---- | ---- |
| 756  | ↘625 | ↘601 | ↘586 | ↘566 | ↘552 | ↘541 |
| 2017 | 2018 |      |      |      |      |      |
| →541 | ↗552 |      |      |      |      |      |